# Contea di Namur
La contea di Namur (in francese comté de Namur, in olandese Graafschap Namen), dal 1188 elevata a marchesato di Namur, è stata una signoria medievale all'interno dell'Impero carolingio e, successivamente, del Sacro Romano Impero, con capitale Namur. Il suo territorio corrispondeva approssimativamente a quello dell'attuale municipalità belga di Namur, più la parte nord occidentale della municipalità di Dinant.

## Storia
La contea, originariamente facente parte del carolingio comitatus Lomacensis, nacque dallo smembramento dello stesso avvenuto tra il X e l'XI secolo a favore del Vescovi di Liegi e dei Conti di Hainaut. Il fondatore della Casa di Namur fu Berengario di Namur, discendente di Eberardo del Friuli e legato attraverso il matrimonio col Casato di Reginar di Lotaringia. Chiamata originariamente, Contea di Lomme, assunse con Roberto I, intorno alla metà del decimo secolo, il nome di Contea di Namur. Il primo riconoscimento imperiale documentato risale però al 992 quando Ottone III nominò Conte di Namur Alberto I.
Alberto II, figlio di Alberto I, cominciò una politica di espansione dei territori attraverso l'acquisto della Contea di Durbuy. La stessa politica fu seguita anche dal figlio Alberto III che pose sotto il suo controllo anche la Contea di La Roche. A lui succedette il figlio Goffredo I, mentre la figlia Alice, attraverso il suo matrimonio con Baldovino IV di Hainaut imparentò la Casa di Namur con i Conti di Hainaut.
Il figlio di Goffredo I, Enrico IV, ereditò dalla madre Ermesinda, figlia di Corrado I di Lussemburgo, la Contea del Lussemburgo. Ma con il suo regno iniziò la decadenza della Contea. La sconfitta nel 1151, nelle Ardenne contro Enrico II di Leez, Vescovo di Liegi arrestarono le mire espansionistiche della contea. Alla sua morte non ebbe eredi maschi, l'unico discendente diretto fu la figlia, Ermesinda di Lussemburgo alla quale andarono le Contee di Lussemburgo, di Durbuy e di La Roche mentre il suo successore al titolo di Namur fu il nipote, Baldovino V di Hainaut.
Baldovino, alla dieta di Schwäbisch Hall, riuscì a farsi assegnare dall'imperatore Enrico VI oltre a Namur anche Durby e La Roche riuscendo a far elevare i territori sotto il suo controllo a marchesato e principato dell'impero. Baldovino lasciò al figlio maggiore Baldovino VI le Fiandre e l'Hainaut, mentre al secondogenito Filippo I fu assegnato il marchesato di Namur, col compito di mantenerlo in feudo per il fratello. Ma nel 1199, col trattato di Dinant, egli restituì alla contessa dí Lussemburgo, la cugina Ermesinda di Lussemburgo, Durbuy e La Roche e, in più, cedette la parte della regione di Namur situata sul lato destro della Mosa.
Nel 1212, alla morte di Filippo, succedette la sorella Iolanda che, attraverso il matrimonio con Pietro II di Courtenay fece passare il marchesato ai Courtenay. A lei succedette il figlio Filippo II di Namur, già designato dallo zio, Filippo I, erede del marchesato di Namur. A lui succedettero nel 1226 il fratello Enrico II, poi nel 1229 la sorella Margherita ed infine, nel 1237, un altro fratello, Baldovino II. Baldovino, fu anche Imperatore latino di Costantinopoli e, sempre assente dal marchesato, dopo l'invasione e la conquista di Namur da parte di Enrico V di Lussemburgo, decise di vendere i propri diritti su Namur al cugino Guido di Dampierre, Conte di Fiandra. Seguendo il modello fiammingo, durante il suo regno e quello del figlio Giovanni I furono rafforzate le istituzioni centrali della Contea. Guglielmo I (1337-1391), riuscì invece a recuperare parte dei territori perduti nel 1199 e a ristabilire la dipendenza diretta dal Sacro Romano Impero.
Nel 1429, Giovanni III, vendette i propri possedimenti a Filippo il Buono e con essi anche il titolo di Marchese di Namur alla Casa di Borgogna facendo sì che anche la Contea di Namur andasse a costituire con altri possedimenti di Filippo, quelli che furono chiamati Paesi Bassi borgognoni. Filippo istituì la figura dello statolder, un governatore della Contea di sua nomina. Il matrimonio nel 1477 della nipote di Filippo, Maria di Borgogna con Massimiliano I d'Asburgo fece passare nuovamente di mano la Contea di Namur. In questo periodo, insieme agli altri possedimenti della Casa d'Asburgo, la Contea entra a far parte delle Diciassette Province.
Alla fine del XVI secolo, in seguito alla disgregazione delle Diciassette Province seguita alla guerra degli ottant'anni, Alessandro Farnese, in contrapposizione a Guglielmo I d'Orange che aveva riunito le province settentrionali e calviniste nella Repubblica delle Sette Province Unite, riuscì a ristabilire il dominio spagnolo sulle province meridionali e cattoliche, tra cui la Contea di Namur, riunendole nei Paesi Bassi spagnoli.
Nel 1790 le Fiandre e le altre province costituenti i Paesi Bassi austriaci si unirono formando gli Stati Belgi Uniti, ribellandosi contro l'imperatore. La rivolta fu rapidamente soffocata, ma pochi anni dopo, nel 1795 la Contea di Namur fu annessa alla Francia, allora in piena rivoluzione.